# Slovenské Kľačany
Slovenské Kľačany (hongrois : Tótkelecsény) est un village de Slovaquie situé dans la région de Banská Bystrica.

## Histoire
La première mention écrite du village date de 1379.

## Démographie

### Évolution de la population
| Année:               | 1994. | 2004.   | 2014.   | 2024.    |
| -------------------- | ----- | ------- | ------- | -------- |
| Nombre de personnes: | 172   | 165     | 158     | 176      |
| Différence:          |       | -4,06 % | -4,24 % | +11,39 % |

| Année:               | 2023. | 2024.   |
| -------------------- | ----- | ------- |
| Nombre de personnes: | 175   | 176     |
| Différence:          |       | +0,57 % |